# Culex marksae
Culex marksae är en tvåvingeart som beskrevs av King och Harry Hoogstraal 1955. Culex marksae ingår i släktet Culex och familjen stickmyggor. Inga underarter finns listade i Catalogue of Life.